# Mukul S. Anand
Mukul S. Anand (Mumbai, 11 ottobre 1951 – Mumbai, 7 settembre 1997) è stato un regista indiano.

## Filmografia parziale
- Aitbaar (1985)
- Main Balwan (1986)
- Sultanat (1986)
- Insaaf (1987)
- Maha-Sangram (1990)
- Agneepath (1990)
- Hum (1991)
- Khoon Ka Karz (1991)
- Khuda Gawah (1992)
- Trimurti (1995)

## Premi
- Filmfare Award per il miglior regista (1993)